# Саравак (стадіон)
Стадіон «Саравак» (малай. Stadium Sarawak) — багатоцільовий стадіон у місті Кучинг, Малайзія. В даний час використовується в основному для футбольних матчів. Стадіон вміщує 40 000 глядачів. Є домашньою ареною футбольного клубу «Саравак»

## Історія
Стадіон був побудований у 1995 році спеціально для молодіжного чемпіонату світу з футболу 1997 року. До стадіону примикає старий стадіон штату Саравак (Stadium Negeri), який раніше використовувався для проведення різних турнірів та чемпіонатів.

## Опис
Стадіон був завершений у квітні 1997 року і є одним із стадіонів світового класу в Азії. Він складається з 4-х рівнів, з електронним мультимедійним табло, футбольним полем з запатентованим дренажем та синтетичною біговою доріжкою.